# 1459
سنة 1459 كانت سنة بسيطة تبدأ يوم الإثنين (الرابط يظهر نموذج التقويم الكامل للسنة) من التقويم اليولياني.

## أحداث
- تأسيس مدينة جودبور وتقع حاليا في الهند.

## مواليد
- جاكوب فوغر

## وفيات
- آق شمس الدين
- مظفر شاه، خامس سلاطين ملقا.